# Terremoto en Chile (película)
Terremoto en Chile (en alemán: Das Erdbeben in Chili) es una película dramática de televisión de Alemania Occidental de 1975 dirigida por Helma Sanders-Brahms. La película es una adaptación de la novela de Heinrich von Kleist El terremoto en Chile.

## Plot
Jeronimo Rugera es contratado como tutor de la rica heredera Josephe Asteron. Se enamoran, pero la iglesia prohíbe su relación y Josephe está escondida en un convento. Cuando la iglesia descubre que está embarazada, Josephe es condenada a muerte por decapitación. Jerónimo la rastrea, pero es encarcelado antes de poder rescatarla. Cuando el destino interviene en forma de un terremoto masivo, los dos amantes no tienen idea de lo que les espera. Sanders-Brahms usa una voz en off de la primera y última oraciones del libro, colocándolas al principio y al final de la película.

## Análisis
Según la crítica Elaine Martin, autora del artículo académico "Reescribe y rehace: adaptaciones a la pantalla de obras románticas", el director de la película "borra el aspecto misterioso del cuento de Kleist y lo reemplaza con una explicación sociopolítica" con la intención de politizar el terremoto, dándole un contexto narrativo superior en comparación con el trabajo original. Para la adaptación, Sanders-Brahms utiliza tramas paralelas que se cruzan al final en lugar de los flashbacks utilizados en el trabajo original. Sanders-Brahms creó segmentos de historias a los que Martin se refiere como "historias previas, por así decirlo". Los nuevos segmentos "ubican" a los personajes "social y temperamentalmente".  Además, Sanders-Brahms eliminó el contexto de Prusia del siglo XIX, lo que Martin llama "el escenario que representa el filtro narrativo de Kleist". El autor agregó que el final de la película es "menos optimista" en comparación con la novela porque el director agregó una "referencia velada" al "valor económico" del niño sobreviviente. Está previsto que el niño herede la riqueza de los padres, que están muertos. Además, escribió que en la película Don Fernando es "un hombre de negocios fríamente calculador, moldeado por una mentalidad empresarial burguesa" en lugar de un "héroe divino".

## Elenco
- Julia Peña como Josephe Asteron (voz alemana: Maddalena Kerrh)
- Victor Alcázar como Jeronimo Rugera (voz en alemán: Fred Maire)
- Juan Amigo como Don Fernando Ormez (voz en alemán: Manfred Schott)
- María Jesús Hoyos como Dona Elvira Ormez (voz alemana: Lis Kertelge)
- María Vico como Dona Elisabeth Ormez (voz en alemán: Helga Trümper)
- Antonio Gamero como Zapatero Pedrillo (voz en alemán: Bruno W. Pantel)
- Raquel Rodrigo como Esposa del Zapatero Pedrillo (voz alemana: Marianne Wischmann )
- Antonio Requena como Barber (voz en alemán: Mogens von Gadow)
- Ángel Álvarez como obispo (voz en alemán: Erik Jelde)
- José Villasante como familiar (voz alemana: Alois Maria Giani)
- Miguel Ángel Andes como sacerdote dominicano (voz en alemán: Rüdiger Bahr)
- Fernando Villena como Don Henrico Asteron (voz en alemán: Wolf Ackva )
- Marisa Porcel como Warden's Wife (voz en alemán: Emely Reuer)
- Fernando Sánchez Polack como Warden (voz en alemán: Norbert Gastell )
- Francisco Ortuño como Mestizo (voz alemana: Fred Klaus)
- María de la Riva como mujer india (voz alemana: Lisa Helwig)

## Lanzamiento
La película fue lanzada en DVD por Facets Multimedia en 2009.

## Recepción
Los crítico de cine Greg Titian y Siegfried Schober escribieron reseñas  negativas de la película.

## Legado
La directora hizo la película Heinrich de 1976 porque, durante el trabajo sobre Terremoto en Chile, desarrolló un interés en el autor original de la obra.